# Max Lorenz (śpiewak)
Max Lorenz (właściwie Sülzenfuß, ur. 10 maja 1901 w Düsseldorfie, zm. 11 stycznia 1975 w Salzburgu) – niemiecki śpiewak operowy, tenor.

## Życiorys
Jego ojciec był rzeźnikiem; w młodości Max Lorenz pracował w zakładzie przemysłowym w Düsseldorfie. Kształcił się w Kolonii u Maxa Pauliego i w Berlinie u Ernsta Grenzebacha. Pobierał nauki także w Bayreuth, gdzie odrzucił propozycje wystąpienia w drobnych rolach wagnerowskich, uznając je za przedwczesne. Zadebiutował w 1927 roku na deskach opery w Dreźnie jako Walther von der Vogelweide w Tannhäuserze Richarda Wagnera.
W latach 1929–1944 występował w Staatsoper w Berlinie, jednocześnie w latach 1929–1933 i 1936–1944 śpiewał w Operze Wiedeńskiej. W 1931 roku jako Walther von Stolzing w Śpiewakach norymberskich debiutował w Metropolitan Opera w Nowym Jorku, gdzie powracał w latach 1933–1934 i 1947–1950. Występował na festiwalu w Bayreuth (1933–1939 i 1952) oraz na festiwalu w Salzburgu (1953–1955 i 1961). Gościnnie śpiewał m.in. w Covent Garden Theatre w Londynie (1934 i 1937) oraz w operze w Chicago (1939–1940).
Jego potężny głos o metalicznej barwie klasyfikowany jest jako tenor bohaterski (Heldentenor). Śpiewak zasłynął przede wszystkim jako odtwórca ról w operach Richarda Wagnera, w tym jako Tristan (Tristan i Izolda), Zygfryd, Zygmunt i Loge (Pierścień Nibelunga), Parsifal, Lohengrin, Tannhäuser, Eryk (Holender tułacz) i Rienzi. W późniejszym okresie kariery wykonywał także role charakterystyczne. Uczestniczył w prapremierowych wykonaniach oper Der Prozess Gottfrieda von Einema (1953), Penelope Rolfa Liebermanna (1954) i Bergwerk zu Falun Rudolfa Wagnera-Régeny (1961). Inne role, które wykonywał to m.in. Otello Verdiego, Herod (Salome), Egistos (Elektra), Maks (Wolny strzelec), Palestrina, Tamburmajor (Wozzeck), Radames (Aida), Florestan (Fidelio) i Bachus (Ariadna na Naksos). Wykształcił także uczniów – należeli do nich James King i Claes-Håkan Ahnsjö.
Szczyt kariery Maxa Lorenza przypadał na okres III Rzeszy – stał się on wtedy gwiazdą festiwalu w Bayreuth, należał także do ulubionych śpiewaków Adolfa Hitlera. Okres ten wiązał się jednak również ze znacznymi trudnościami w życiu osobistym Lorenza. Wiązały się one z tym, że był homoseksualistą oraz z tym, że w 1932 roku poślubił Charlotte Appel, śpiewaczkę pochodzenia żydowskiego, z którą nie chciał się rozwieść. Bezpieczeństwo zawdzięczał osobistemu wsparciu Adolfa Hitlera i pomocy Winifred Wagner. Przeszłość Lorenza w okresie III Rzeszy rzutowała jednak na przebieg jego kariery po II wojnie światowej.
Był odznaczony szwedzkim Krzyżem Kawalerskim I Klasy Orderu Królewskiego Wazów (1936), austriackim Krzyżem Oficerskim Odznaki Honorowej za Naukę i Sztukę (1959) i niemieckim Krzyżem Oficerskim Orderu Zasługi RFN (1967).